# Icarina
Icarina es un género de escarabajos de la familia Buprestidae.

## Especies
- Icarina alata (Laporte & Gory, 1837)
- Icarina cottae (Fairmaire, 1902)
- Icarina elongata (Kerremans, 1893)